# Dijamant Zrenjanin
Dijamant Zrenjanin (code BELEX : DJMN) est une entreprise serbe qui a son siège social à Zrenjanin, dans la province de Voïvodine. Elle travaille dans le secteur agroalimentaire.

## Histoire
L'origine de Dijamant Zrenjanin remonte à 1938, avec la création d'une société portant le nom de Beograd ; en 1946, elle a pris le nom de 12. oktobar. Sous le nom de Dijamant Zrenjanin, elle a été admise au libre marché de la Bourse de Belgrade le 4 août 2005.

## Activités
Dijamant Zrenjanin produit principalement des huiles alimentaires, des graisses végétales et des margarines, margarines de table ou industrielles ; parmi les produits de la société, on peut citer de l'huile de tournesol, un mélange d'huiles vendu sous la marque Mediteran et de l'huile pour la friture, de la margarine, de la mayonnaise, du ketchup, des assaisonnements et des sauces comme la sauce tartare ou encore des olives en bocaux et de l'huile d'olive.

## Données boursières
Le 29 mars 2013, l'action de Dijamant Zrenjanin valait 25 310 RSD (226,66 EUR). Elle a connu son cours le plus élevé, soit 70 000 RSD (626,89 EUR), le 19 avril 2007 et son cours le plus bas, soit 5 371 RSD (48,10 EUR), le 16 mars 2009.
Le capital de Dijamant Zrenjanin est détenu à hauteur de 95,49 % par des entités juridiques, dont 40,55 % par Agrokor DD et 32,52 % par South East EI Fund.